# Anthurium ceratiinum
Anthurium ceratiinum là một loài thực vật thuộc họ Araceae. Đây là loài đặc hữu của Ecuador. Môi trường sống tự nhiên của chúng là rừng cận Nam cực. Chúng hiện đang bị đe dọa vì mất môi trường sống.